# 読売演劇大賞
読売演劇大賞（よみうりえんげきたいしょう）は、1992年に設立された演劇の賞。読売新聞社が主催し、日本テレビ放送網が後援している。

## 内容
1. 1月から12月までに上演された国内の演劇の中から、男優賞・女優賞・演出家賞・スタッフ賞は各優秀賞5人を、作品賞は優秀賞5作品をそれぞれ選ぶ（最優秀賞のノミネート）。
2. 次に、演劇･マスコミ関係者の投票で、男優賞・女優賞・演出家賞･スタッフ賞は各部門の最優秀賞を1人選び、作品賞は最優秀作品賞を1作品選ぶ（この時点で、最優秀賞の選外となった4人・4作品が優秀賞として確定）。
3. 最優秀賞の5部門（作品賞・男優賞・女優賞・演出家賞・スタッフ賞）の中から1部門（大賞）を選ぶ。
4. 大賞は贈賞式当日に式の中で発表される（第30回以降）。

## 主な賞
- 大賞
- 作品賞
- 男優賞
- 女優賞
- 演出家賞
- スタッフ賞
- 杉村春子賞（1998年度から、新人対象者）
- 芸術栄誉賞（2003年度から、長年の功績や優れた企画の対象者）
- 選考委員特別賞

## 選考委員
- 第1-5回　朝倉摂、衛紀生、大笹吉雄、七字英輔、戸部銀作、堂本正樹、西堂行人、山崎正和、渡辺保、北川登園
- 第6回　朝倉、大笹、近藤瑞男、七字、堂本、西堂、みなもとごろう、山崎、渡辺保、北川
- 第7回　朝倉、近藤、七字、野村喬、萩尾瞳、みなもと、山田庄一、渡辺保、北川
- 第8回　衛紀生、小田島雄志、北川、近藤、戸部、萩尾、松井今朝子、みなもと
- 第9回　衛、小田島、北川、近藤、戸部、永井多恵子、萩尾、松井、みなもと
- 第10回　衛、小田島、北川、妹尾河童、永井、西堂行人、萩尾、渡辺保
- 第11回　矢野誠一が加わる
- 第12回　小田島、北川、永井、西堂、萩尾、矢野、渡辺、九鬼葉子、沢田祐二
- 第13回　岡本螢、北川、九鬼、沢田、西堂、萩尾、長谷部浩、矢野、渡辺
- 第14-15回　岡本、北川、九鬼、近藤、西川信廣、萩尾、長谷部、矢野、渡辺保
- 第16-17回　小田島恒志、北川、近藤、永井、西川、萩尾、長谷部、矢野、渡辺保
- 第18回　小田島、七字英輔、島次郎、永井、みなもと、矢野、渡辺
- 第19回　小田島、七字、島、永井、萩尾、長谷部、みなもと、矢野、渡辺
- 第20回　青井陽治、河合祥一郎、七字、萩尾、長谷部、前田清実、みなもと、矢野、渡辺
- 第21回　青井、河合、七字、中井美穂、萩尾、前田、みなもと、矢野、渡辺
- 第23回-24回　青井、大笹吉雄、河合、中井、萩尾、前田、みなもと、矢野、渡辺
- 第25回　青井、大笹、河合、中井、西堂、前田、みなもと、矢野、渡辺
- 第26回　赤川次郎、大笹、河合、中井、西堂、萩尾、前田、矢野、渡辺
- 第27回　赤川、大笹、河合、徳永京子、中井、西堂、萩尾、矢野、渡辺
- 第28回　犬丸治、小田島、杉山弘、徳永、中井、西堂、萩尾、堀尾幸男、矢野
- 第29回　犬丸、小田島、杉山、徳永、中井、西堂、萩尾、松井るみ、矢野
- 第30-31回　犬丸、小田島、杉山、徳永、中井、西堂、萩尾、松井、矢野
- 第32回　犬丸、小田島、杉山、徳永、西堂、萩尾、松井、森元隆樹、矢野[2]

## 歴代受賞者・受賞作品

### 大賞
- 第1回（1993年） - 『テレーズ・ラカン（英語版）』（TPT）
- 第2回（1994年） - 杉村春子
- 第3回（1995年） - 『GHETTO/ゲットー（英語版）』（ひょうご舞台芸術）
- 第4回（1996年） - 黒柳徹子
- 第5回（1997年） - 鐘下辰男
- 第6回（1998年） - 『エヴァ、帰りのない旅（英語版）』（ひょうご舞台芸術）
- 第7回（1999年） - 森光子
- 第8回（2000年） - 『グリークス』（Bunkamura）
- 第9回（2001年） - 『こんにちは、母さん』（新国立劇場）
- 第10回（2002年） - 大竹しのぶ
- 第11回（2003年） - 鵜山仁
- 第12回（2004年） - 大滝秀治
- 第13回（2005年） - 蜷川幸雄
- 第14回（2006年） - 段田安則
- 第15回（2007年） - 『THE BEE』（NODA・MAP）
- 第16回（2008年） - 『焼肉ドラゴン』（新国立劇場）
- 第17回（2009年） - 『ヘンリー六世』（新国立劇場）
- 第18回（2010年） - 『ザ・キャラクター』（NODA・MAP）
- 第19回（2011年） - 前川知大
- 第20回（2012年） - 蜷川幸雄
- 第21回（2013年） - 森新太郎
- 第22回（2014年） - 『伊賀越道中双六』（国立劇場）
- 第23回（2015年） - 片岡仁左衛門
- 第24回（2016年） - 堀尾幸男
- 第25回（2017年） - 宮沢りえ
- 第26回（2018年） - 栗山民也
- 第27回（2019年） - 橋爪功
- 第28回（2020年） - 鈴木杏
- 第29回（2021年） - 『フェイクスピア』（NODA・MAP）
- 第30回（2022年） - 『生き残った子孫たちへ 戦争六篇』（劇団チョコレートケーキ）[3][4]
- 第31回（2023年） - 藤田俊太郎[5]
- 第32回（2024年） - 木場勝己[6]

### 最優秀賞
| 回 | 年度   | 作品賞                                | 男優賞       | 女優賞     | 演出家賞                     | スタッフ賞 |
| -- | ------ | ------------------------------------- | ------------ | ---------- | ---------------------------- | ---------- |
| 1  | 1993年 | テレーズ・ラカン                      | 加藤敬二     | 藤間紫     | 木村光一                     | 沢田祐二   |
| 2  | 1994年 | 恋ぶみ屋一葉                          | 中村勘九郎   | 杉村春子   | 三木のり平                   | 朝倉摂     |
| 3  | 1995年 | GHETTO/ゲットー                       | 松本幸四郎   | 麻実れい   | 栗山民也                     | 堀尾幸男   |
| 4  | 1996年 | 笑の大学                              | 中村鴈治郎   | 黒柳徹子   | 蜷川幸雄                     | 石井強司   |
| 5  | 1997年 | 月の岬                                | 坂東玉三郎   | 三田和代   | 鐘下辰男                     | 妹尾河童   |
| 6  | 1998年 | エヴァ、帰りのない旅                  | 内野聖陽     | 岩崎加根子 | 栗山民也                     | 堀尾幸男   |
| 7  | 1999年 | パンドラの鐘                          | 角野卓造     | 森光子     | 坂手洋二                     | 加藤ちか   |
| 8  | 2000年 | グリークス                            | 平幹二朗     | 三田和代   | 蜷川幸雄                     | 甲斐正人   |
| 9  | 2001年 | こんにちは、母さん                    | 平田満       | 加藤治子   | 宮田慶子                     | 島次郎     |
| 10 | 2002年 | 太鼓たたいて笛ふいて                  | 木場勝己     | 大竹しのぶ | 坂手洋二                     | 松井るみ   |
| 11 | 2003年 | オイル                                | 風間杜夫     | 寺島しのぶ | 鵜山仁                       | 勝柴次朗   |
| 12 | 2004年 | 赤鬼                                  | 大滝秀治     | 宮沢りえ   | 野田秀樹                     | 礒沼陽子   |
| 13 | 2005年 | 歌わせたい男たち                      | 浅野和之     | 戸田恵子   | 蜷川幸雄                     | 金井勇一郎 |
| 14 | 2006年 | ヴァージニア・ウルフなんかこわくない? | 段田安則     | 寺島しのぶ | 串田和美                     | 二村周作   |
| 15 | 2007年 | THE BEE                               | 野田秀樹     | 松たか子   | 野田秀樹                     | 原田保     |
| 16 | 2008年 | 焼肉ドラゴン                          | 平幹二朗     | 宮沢りえ   | サイモン・マクバーニー       | 謝珠栄     |
| 17 | 2009年 | ヘンリー六世                          | 市村正親     | 鳳蘭       | 鵜山仁                       | 小曽根真   |
| 18 | 2010年 | ザ・キャラクター                      | 浅野和之     | 麻実れい   | 蜷川幸雄                     | 小野寺修二 |
| 19 | 2011年 | 国民の映画                            | 小日向文世   | 大竹しのぶ | 前川知大                     | 松井るみ   |
| 20 | 2012年 | NASZA KLASA                           | 中村勘九郎   | 高畑淳子   | 蜷川幸雄                     | 島次郎     |
| 21 | 2013年 | エドワード二世                        | 坂東三津五郎 | 中谷美紀   | 森新太郎                     | 杉山至     |
| 22 | 2014年 | 伊賀越道中双六                        | 浦井健治     | 秋山菜津子 | 上村聡史                     | 二村周作   |
| 23 | 2015年 | グッドバイ                            | 片岡仁左衛門 | 小池栄子   | 鵜山仁                       | 乘峯雅寛   |
| 24 | 2016年 | ジャージー・ボーイズ                  | 中川晃教     | 鈴木杏     | ケラリーノ・サンドロヴィッチ | 堀尾幸男   |
| 25 | 2017年 | 子午線の祀り                          | 橋爪功       | 宮沢りえ   | 永井愛                       | 土岐研一   |
| 26 | 2018年 | 百年の秘密                            | 岡本健一     | 蒼井優     | 栗山民也                     | 上田大樹   |
| 27 | 2019年 | Q：A Night At The Kabuki              | 橋爪功       | 神野三鈴   | 松本祐子                     | 服部基     |
| 28 | 2020年 | リチャード二世                        | 山崎一       | 鈴木杏     | 藤田俊太郎                   | 斎藤茂男   |
| 29 | 2021年 | フェイクスピア                        | 高橋一生     | 緒川たまき | 上村聡史                     | 伊藤雅子   |
| 30 | 2022年 | 生き残った子孫たちへ 戦争六篇         | 段田安則     | 上白石萌音 | 五戸真理枝                   | 前田文子   |
| 31 | 2023年 | 人魂を届けに                          | 山西惇       | 池谷のぶえ | 藤田俊太郎                   | 松井るみ   |
| 32 | 2024年 | おちょこの傘持つメリー・ポピンズ      | 木場勝己     | 岩崎加根子 | 前川知大                     | 渥美博     |

### 優秀賞
| 回 | 年度   | 作品賞                                                                                     | 男優賞                                    | 女優賞                                      | 演出家賞                                                             | スタッフ賞                                            |
| -- | ------ | ------------------------------------------------------------------------------------------ | ----------------------------------------- | ------------------------------------------- | -------------------------------------------------------------------- | ----------------------------------------------------- |
| 1  | 1993年 | アイ・ラブ・坊っちゃん 盛綱陣屋 能・道成寺 エリザベス                                      | 大滝秀治 北村和夫 茂山千五郎 坂東八十助   | 佐藤オリエ 白石加代子 土居裕子 藤真利子     | 鈴木忠志 関矢幸雄 三谷幸喜                                           | 石井強司 大田創 倉本政典 服部基                       |
| 2  | 1994年 | 泣かないで 父と暮せば オレアナ                                                             | 佐藤伸行 杉浦直樹 笛田宇一郎 三津田健     | 今津朋子 梅沢昌代 新橋耐子 森光子           | 鵜山仁 江守徹 西川信廣 松本修                                        | 石井みつる 中越司 服部基 林光                         |
| 3  | 1995年 | ガイジン わたしが子どもだったころ北海道版 女中たち 沈黙                                    | 今井清隆 片岡孝夫 中村吉右衛門 山本龍二   | 東恵美子 倉野章子 佐藤オリエ 土居裕子       | 青井陽治 末木利文 竹内銃一郎 松本修                                  | 石井みつる 島次郎 室伏生大 和田平介                   |
| 4  | 1996年 | 身毒丸 マドモアゼル・モーツァルト 水面鏡 KAN-KAN                                           | 市川猿之助 大槻文蔵 川平慈英 津嘉山正種   | 郡山冬果 白石加代子 寺島しのぶ 土居裕子     | 生田萬 鐘下辰男 高橋昌也                                             | 小室哲哉 島次郎 妹尾河童 宮川彬良                     |
| 5  | 1997年 | フユヒコ 寒花 仮釈放 泣かないで'97                                                         | 千葉哲也 古田新太 美輪明宏                | 今井和子 今津朋子 川口敦子 西山水木         | 金盾進 西川信廣 平田オリザ 宮田慶子                                  | 柴田秀子 島次郎 高橋巌 服部基                         |
| 6  | 1998年 | 敷地物狂 あなたまでの6人 水の駅―3 時の物置                                                 | 梅若六郎 平幹二朗 増沢望 吉田鋼太郎       | 市原悦子 北林谷栄 草笛光子 宮本裕子         | 青井陽治 市川猿之助 鵜山仁 西川信廣                                  | 礒沼陽子 後藤浩明 室伏生大                            |
| 7  | 1999年 | SOLID 天皇と接吻 令嬢ジュリー                                                              | 市川團十郎 中村鴈治郎 中村富十郎 野村萬斎 | 麻実れい 大橋弘枝 岸田今日子 富沢亜古       | 小池修一郎 デヴィッド・ルヴォー 内藤裕敬 福田善之                    | 礒沼陽子 沢田祐二 島次郎 深川定次                     |
| 8  | 2000年 | 怒濤 夜への長い旅路 萩家の三姉妹 マイ シスター イン ディス ハウス                          | 小沢昭一 真田広之 高橋幸治 辻萬長         | 久世星佳 目黒未奈 渡辺美佐子                | 鈴木裕美 高瀬久男 永井愛 マキノノゾミ                                | 前田清実 松井るみ レギーナ・エッシェンベルグ 和田平介 |
| 9  | 2001年 | 上野動物園再々々襲撃 すべて世は事も無し コペンハーゲン ヴェニスの商人                      | 今井朋彦 尾上菊五郎 中野誠也 橋爪功       | 秋山菜津子 寺島しのぶ 長谷川稀世            | 鵜山仁 加藤健一 ケラリーノ・サンドロヴィッチ 白井晃                  | ヴィッキー・モーティマー 大田創 小竹信節 塩田明弘     |
| 10 | 2002年 | 菅原伝授手習鑑・寺子屋 雁の寺 最後の一人までが全体である モーツァルト!                     | 市村正親 中川晃教 中村吉右衛門 野村萬斎   | 麻実れい 岸田今日子 草笛光子 高橋惠子       | 木村光一 小池修一郎 白井晃 西川信廣                                  | 田中伸幸 東儀秀樹 前田文子 横田あつみ                 |
| 11 | 2003年 | 詩人の恋 ペリクリーズ AMERIKA ニュルンベルク裁判                                           | 加藤健一 小林勝也 すまけい 藤原竜也       | 麻実れい 池田有希子 高畑淳子 辻由美子       | 唐十郎 久世龍之介 野田秀樹 松本修                                    | 井手茂太 金井勇一郎 島健 朴勝哲                       |
| 12 | 2004年 | エンジェルス・イン・アメリカ INTO THE WOODS だるまさんがころんだ 京鹿子娘二人道成寺        | 市村正親 岡本健一 片岡仁左衛門 小林勝也   | 麻実れい 一路真輝 キムラ緑子 倉野章子       | 坂手洋二 蜷川幸雄 松本雄吉 ロバート・アラン・アッカーマン            | 國井正廣 高橋巌 中越司 宮川彬良                       |
| 13 | 2005年 | 城 メディア LAST SHOW 屋上庭園／動員挿話                                                   | 尾上菊之助 日下武史 段田安則 仲代達矢     | 大浦みずき 大竹しのぶ 七瀬なつみ 松たか子   | 串田和美 永井愛 深津篤史 松本修                                      | 宇崎竜童 沢田祐二 島次郎 中越司                       |
| 14 | 2006年 | 屋上の狂人 スラブ・ボーイズ NEVER SAY GOODBYE -ある愛の軌跡- 喜劇の殿さん                  | 大滝秀治 尾上菊之助 草彅剛 中村吉右衛門   | 秋山菜津子 麻実れい 草笛光子 島田歌穂       | 鵜山仁 河原雅彦 千葉哲也 長塚圭史                                    | 小川幾男 奥村泰彦 小峰リリー 山口ひで也               |
| 15 | 2007年 | コンフィダント・絆 CLEANSKINS/きれいな肌 殿様と私 審判                                     | 北村有起哉 坂田藤十郎 たかお鷹 橋爪功     | 池内淳子 笹本玲奈 奈良岡朋子 堀内敬子       | 鈴木忠志 鈴木裕美 丹野郁弓 松本修                                    | 伊藤雅子 宇野誠一郎 小山博道 松井るみ                 |
| 16 | 2008年 | 春琴 スカーレット・ピンパーネル 表と裏と、その向こう 人形の家                              | 成河 市村正親 小林勝也 申哲振             | 市原悦子 高秀喜 深津絵里 吉行和子           | 鵜山仁 千葉哲也 前川知大 梁正雄・鄭義信                              | 今村力 太田雅公 奥秀太郎 中川隆一                     |
| 17 | 2009年 | 太夫さん 炎の人 コースト・オブ・ユートピア－ユートピアの岸へ 組曲虐殺                      | 岡本健一 北大路欣也 佐々木蔵之介          | 蒼井優 剣幸 中嶋朋子 波乃久里子             | 栗山民也 高瀬久男 蜷川幸雄 前川知大                                  | 伊藤雅子 奥村泰彦 島次郎 服部基                       |
| 18 | 2010年 | 叔母との旅 Pal Joey 摂州合邦辻 美しきものの伝説                                            | 尾上菊之助 上川隆也 チョウソンハ 橋爪功   | 阿知波悟美 大竹しのぶ 銀粉蝶 多部未華子     | 鈴木裕美 高瀬久男 前川知大                                           | 小川幾雄 沢田祐二 土岐研一 乘峯雅寛                   |
| 19 | 2011年 | 大人は、かく戦えり 奇ッ怪 其ノ弐 背水の孤島 猟銃                                           | 尾上菊之助 段田安則 平幹二朗 村井国夫     | 麻実れい シルビア・グラブ 中谷美紀 三田和代 | 小川絵梨子 中津留章仁 蜷川幸雄 三谷幸喜                              | デヴィッド・フィン 原田保 福田暢秀 フランソワ・セガン |
| 20 | 2012年 | 2012年・蒼白の少年少女たちによる「ハムレット」 負傷者16人 エッグ 籠釣瓶花街酔醒            | 井上芳雄 千葉哲也 中村七之助 古田新太     | あめくみちこ 大竹しのぶ 清水直子 根岸季衣   | 高瀬久男 中津留章仁 原田諒 東憲司                                    | 渥美博 大田創 沢田祐二 中西紀恵                       |
| 21 | 2013年 | 100万回生きたねこ 国語の時間 片鱗 治天ノ君                                                 | 西尾友樹 平幹二朗 森山未來 安井順平       | 高泉淳子 剣幸 松本紀保 満島ひかり           | インバル・ピント&アブシャロム・ポラック 小川絵梨子 日澤雄介 前川知大 | 青木タクヘイ 有村淳 土岐研一 西野淳                   |
| 22 | 2014年 | 万獣こわい ボビー・フィッシャーはパサデナに住んでいる HISTORY BOYS 初萩ノ花                | 加藤武 中村歌六 中村倫也 橋本さとし       | 霧矢大夢 高林由紀子 日色ともゑ 増子倭文江   | 小川絵梨子 中津留章仁 藤田俊太郎 和田憲明                            | 石井みつる 宇野亞喜良 川崎悦子 新海絵理子             |
| 23 | 2015年 | 追憶のアリラン 廃墟 彼らの敵 マンザナ、わが町                                              | 坂部文昭 城田優 鈴木壮麻 山本耕史         | 熊谷真実 小泉今日子 高畑充希 花總まり       | 上田久美子 ケラリーノ・サンドロヴィッチ 藤田貴大 ラサール石井        | 高橋知伽江 松井るみ 松任谷正隆 宮本宣子               |
| 24 | 2016年 | For the people-リンカーン 自由を求めた男- 宮本武蔵(完全版) 三億円事件 ヘッダ・ガブラー     | 市川猿之助 坂本昌行 千葉哲也 三浦春馬     | 轟悠 濱田めぐみ 山本郁子 吉田羊             | 千葉哲也 原田諒 藤田俊太郎 三浦基                                    | 沢田祐二 高橋巌 玉麻尚一 原田保                       |
| 25 | 2017年 | ザ・空気 怪人21面相 屠殺人 ブッチャー ビリー・エリオット～リトル・ダンサー～               | 市村正親 佐川和正 佐藤誓 中村雀右衛門     | 新橋耐子 藤井由紀 森尾舞 若村麻由美         | 小笠原響 小山ゆうな 日澤雄介 和田憲明                                | 鎌田朋子 塵芥 乘峯雅寛 前田文子                       |
| 26 | 2018年 | 夜、ナク、鳥 岸 リトラル 遺産                                                              | 松尾貴史 松下洸平 山崎一 横田栄司         | 犬山イヌコ 草笛光子 ソニン 藤山直美         | ケラリーノ・サンドロヴィッチ 瀬戸山美咲 永井愛 野木萌葱              | 板橋駿谷 井上正弘 小笠原純 朴勝哲                     |
| 27 | 2019年 | Le Père 父 人形の家 Part2 スリーウインターズ FACTORY GIRLS 〜私が描く物語〜                | 菅田将暉 平田満 水谷貞雄 山西惇           | 枝元萌 Crystal Kay 増子倭文江 若村麻由美    | ケラリーノ・サンドロヴィッチ 瀬戸山美咲 野田秀樹 蓬莱竜太            | 笠原俊幸 鈴木光介 塚原悠也 土岐研一                   |
| 28 | 2020年 | 天保十二年のシェイクスピア ゲルニカ NINE 現代能楽集X『幸福論』〜能『道成寺』『隅田川』より | 大谷亮介 片岡仁左衛門 小瀧望 城田優       | 安蘭けい 池谷のぶえ 神野三鈴 那須佐代子     | 詩森ろば 瀬戸山美咲 原田諒 眞鍋卓嗣                                  | 梅田哲也 乘峯雅寛 前田文子 宮川彬良                   |
| 29 | 2021年 | 帰還不能点 砂の女 ニュージーズ                                                             | 阿部サダヲ 佐藤B作 松尾貴史 村井國夫      | 板垣桃子 倉科カナ 長澤まさみ みやなおこ     | 岡田利規 野田秀樹 日澤雄介 眞鍋卓嗣                                  | 国広和毅 塵芥 長田佳代子 松本大介                     |
| 30 | 2022年 | 阿修羅のごとく 猫、獅子になる ライカムで待っとく                                           | 片岡仁左衛門 坂本昌行 田代隆秀 廣瀬友祐   | 音無美紀子 長野里美 望海風斗 森尾舞         | 稲葉賀恵 加藤拓也 木野花 眞鍋卓嗣                                    | 有村淳 杉山至 田鹿充 長田佳代子                       |
| 31 | 2023年 | 兎、波を走る ラグタイム ラビット・ホール 我ら宇宙の塵                                      | 柿澤勇人 狩野和馬 高橋克実                | 清原果耶 咲妃みゆ 三浦透子 宮澤エマ         | 生田みゆき 小笠原響 小沢道成 前川知大                                | 小澤時史 高橋巌・けんのき敦 土岐研一 山本貴愛         |
| 32 | 2024年 | 奇ッ怪 小泉八雲から聞いた話 Silent Sky 白衛軍 The White Guard                              | 浅野雅博 荒川良々 成河 中村勘九郎         | 音無美紀子 岸井ゆきの 高田聖子 古川琴音     | 池田亮 ケラリーノ・サンドロヴィッチ 永井愛 眞鍋卓嗣                  | 塵芥 ムーチョ村松 森大輔 山本貴愛                     |

### その他各賞
| 回 | 年度   | 選考委員特別賞                                    | 杉村春子賞   | 芸術栄誉賞                      |
| -- | ------ | ------------------------------------------------- | ------------ | ------------------------------- |
| 1  | 1993年 | 梅若六郎                                          | -            | -                               |
| 2  | 1994年 | S/N                                               | -            | -                               |
| 3  | 1995年 | -                                                 | -            | -                               |
| 4  | 1996年 | 西川信廣                                          | -            | -                               |
| 5  | 1997年 | 加藤剛                                            | -            | -                               |
| 6  | 1998年 | 島次郎                                            | 宮本裕子     | -                               |
| 7  | 1999年 | 仮名手本忠臣蔵                                    | 市川新之助   | -                               |
| 8  | 2000年 | 木の実ナナ                                        | 目黒未奈     | -                               |
| 9  | 2001年 | 高畑淳子                                          | 秋山菜津子   | -                               |
| 10 | 2002年 | 中村吉右衛門                                      | 中川晃教     | 浅利慶太                        |
| 11 | 2003年 | 詩人の恋                                          | 藤原竜也     | 永山武臣                        |
| 12 | 2004年 | だるまさんがころんだ                              | 尾上菊之助   | 宝塚歌劇団                      |
| 13 | 2005年 | 仲代達矢                                          | 井上芳雄     | 唐十郎                          |
| 14 | 2006年 | -                                                 | 草彅剛       | 小幡欣治                        |
| 15 | 2007年 | 橋爪功                                            | 笹本玲奈     | 戌井市郎                        |
| 16 | 2008年 | 中村吉右衛門                                      | 中村勘太郎   | TPT（シアタープロジェクト東京） |
| 17 | 2009年 | 片岡仁左衛門                                      | 浦井健治     | 井上ひさし                      |
| 18 | 2010年 | 熊倉一雄                                          | 多部未華子   | 小田島雄志                      |
| 19 | 2011年 | 背水の孤島                                        | 小川絵梨子   | 別役実                          |
| 20 | 2012年 | -                                                 | 中村七之助   | 文学座アトリエの会              |
| 21 | 2013年 | 治天ノ君                                          | 満島ひかり   | 朝倉摂                          |
| 22 | 2014年 | 宇野亜喜良                                        | 藤田俊太郎   | 加藤武                          |
| 23 | 2015年 | 宮本宣子                                          | 高畑充希     | 奈良岡朋子                      |
| 24 | 2016年 | 三浦基                                            | 三浦春馬     | 吉井澄雄                        |
| 25 | 2017年 | ビリー・エリオット～リトル・ダンサー～            | シライケイタ | 仲代達矢                        |
| 26 | 2018年 | ザ・空気 ver.2 誰も書いてはならぬ                 | 松下洸平     | 木村光一                        |
| 27 | 2019年 | 岡田利規                                          | 菅田将暉     | 劇団四季                        |
| 28 | 2020年 | 現代能楽集X『幸福論』〜能『道成寺』『隅田川』より | 小瀧望       | 緒方規矩子                      |
| 29 | 2021年 | 桜姫東文章                                        | 那須凜       | 本多劇場グループ                |
| 30 | 2022年 | 舞台『ハリー・ポッターと呪いの子』                | 大原櫻子     | 草笛光子                        |
| 31 | 2023年 | 中村芝のぶ                                        | 清原果耶     | 松本白鸚                        |
| 32 | 2024年 | カム フロム アウェイ                              | 新原泰佑     | 株式会社俳優座劇場              |

## その他
- 第1回から第32回までの贈賞式の司会を日本テレビアナウンサーの井田由美が務めた[5]。